# Michel Deguy
Michel Deguy (Pariz, 23. svibnja 1930.), francuski pjesnik, pisac i književni urednik.

## Životopis
U Parizu studira književnost i filozofiju, te putuje Europom. Piše doktorsku disertaciju o intuiciji i matematici u Descartesa i Kanta. Bavi se Heideggerovom filozofijom, a kasnije surađuje s pripadnicima dekonstrukcijskog pokreta, Jacquesom Derridaom i Jean-Lucom Nancyjem. Predaje filozofiju na nekoliko pariških gimnazija. 1959. izdaje prvu zbirku pjesama. Uređuje časopise Critique, Revue de poésie, Les Temps Modernes, Revue de poésie te sudjeluje u Gallimardovu uredničkom savjetu. Sa skupinom prijatelja-pisaca proputovao je Južnu Ameriku. Gostuje kao predavač na raznim svjetskim sveučilištima.

## Izbor iz djela
- Les meurtrières (1959)
- Ulomak katastra (1960)
- Pjesme s poluotoka (1962)
- Le Monde de Thomas Mann (1962)
- Actes i Ouï dire (1966)
- Figurations (1969)
- Tombeau de du Bellay (1973)
- Reliefs (1975)
- Jumelages / Made in USA (1978)
- La Machine matrimoniale ou Marivaux (1982)
- Brevets (1986)
- Choses de la poésie et affaire culturelle (1988)
- La poésie n’est pas seule (1988)
- Arrêts fréquents (1990)
- Au sujet de Shoah (1990)
- Aux heures d’affluence (1993)
- À ce qui n’en finit pas (1995)
- L’énergie du désespoir (1998)
- La raison poétique (2000)
- L’impair i Spleen de Paris (2001)
- Poèmes en pensée (2002)
- Un homme de peu de foi (2003)
- Sans retour (2004)
- Au jugé (2004)
- Desolatio (2007)

## Vanjske poveznice
- www.matica.hr  Arhivirana inačica izvorne stranice od 24. svibnja 2012. (Wayback Machine)
- Poetry International Web (engleski)  Arhivirana inačica izvorne stranice od 18. travnja 2008. (Wayback Machine)
- The European Graduate School (engleski)  Arhivirana inačica izvorne stranice od 17. travnja 2012. (Wayback Machine)